# 纳扎诺
纳扎诺（義大利語：Nazzano），是意大利拉齐奥大区罗马首都广域市的一个市镇。总面积12.24平方公里，人口1353人，人口密度110.5人/平方公里（2009年）。ISTAT代码为058069。